# Denis Gargaud Chanut
Denis Gargaud Chanut (Apt, Vaucluse megye, 1987. július 22. –) olimpiai bajnok francia kenus.

## Pályafutása
A kajak-kenu sportággal 12 éves korában kezdett el foglalkozni a család orléansi rokonainak sportklubjában.
Rióban, a 2016. évi nyári olimpiai játékok férfi kenu egyesek szlalomversenyének – tíz versenyzőt felvonultató – fináléjában aranyérmet szerzett.